# Battaglia del Sakarya
La battaglia del Sakarya (turco Sakarya Meydan Muharebesi), nota anche come battaglia del Sangarios (greco Μάχη του Σαγγάριου), fu un importante scontro bellico nel corso della guerra greco-turca, combattuta tra il 1919 e il 1922, che costituì anche il prodromo della guerra d'indipendenza turca.
La battaglia si sviluppò lungo 21 giorni, dal 23 agosto al 13 settembre del 1921, sulle sponde del fiume Sakarya, nelle immediate vicinanze di Polatlı, che è attualmente un distretto della provincia di Ankara. La linea di battaglia era lunga circa 100 km.
È chiamata altresì battaglia degli ufficiali (Subaylar Savaşı) in turco, a causa del rateo di morti particolarmente elevato (70-80%) tra gli ufficiali.
La battaglia di Sakarya è considerata un punto determinante della guerra d'indipendenza turca. Un osservatore, scrittore e critico letterario turco, İsmail Habip Sevük, in seguito descrisse l'importanza della battaglia con queste parole: "la ritirata, che era cominciata a Vienna il 13 settembre 1683, si fermò 238 anni più tardi".

## Teatro operativo
L'offensiva greca, con re Costantino comandante supremo delle forze greche in Asia, venne avviata il 16 luglio 1921 e fu accuratamente attuata. Una finta contro il fianco destro turco a Eskişehir distrasse Ismet Pascià, mentre l'assalto principale colpì il fianco sinistro a Kara Hisar. I greci allora ruotarono il loro asse verso nord e dilagarono verso Eskişehir, avvolgendo le difese turche con una serie di assalti frontali combinati con manovre di fianco.
Eskişehir cadde il 17 luglio, malgrado un vigoroso contrattacco di Ismet Pascià, che era disposto a combattere all'ultimo sangue. Prevalse tuttavia l'avveduto consiglio di Mustafa Kemal e Ismet si disimpegnò con gravi perdite per raggiungere la relativa salvezza rappresentata dal fiume Sakarya, circa 48 km a nord, a sua volta a soli 80 km da Ankara.

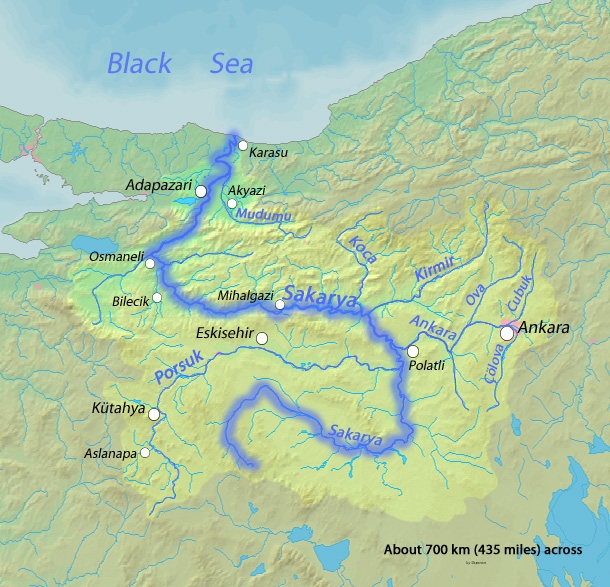
Luogo della battaglia, nelle vicinanze di Polatlı.

La caratteristica determinante del terreno era il fiume stesso, che scorre verso est attraverso l'altopiano, improvvisamente gira verso nord e poi torna indietro verso ovest, descrivendo quasi un grande anello che forma una barriera naturale. Le sponde del fiume sono scomode e ripide, e vi erano pochi ponti, due soltanto sulla sezione frontale dell'anello. A est dell'anello, il paesaggio si erge davanti a un invasore con colline rocciose e creste brulle verso Ankara. Fu qui, su queste colline, a est del fiume che i turchi scavarono le loro posizioni difensive. Il fronte seguiva le colline a est del fiume Sakarya da un punto vicino alla parte meridionale di Polatlı, dove il fiume Gök confluisce nel Sakarya, e poi volge ad angolo retto a est, seguendo il corso del fiume Gök.

Era un eccellente terreno per chi si difendeva.
Per i greci la questione se scavare anch'essi delle difese e riposare sui precedenti successi, oppure avanzare verso Ankara con un estremo sforzo e distruggere l'Armata della Grande Assemblea Nazionale turca era difficile da risolvere, riproponendo l'eterno dilemma che si parava davanti allo Stato Maggiore greco fin dall'inizio della guerra.

I pericoli di allungare ulteriormente le linee di comunicazione in un terreno tanto inospitale da uccidere i cavalli, causare avarie ai veicoli e impedire il movimento delle artiglierie pesanti erano ovvi. Il fronte allo stato presente dei fatti, che aveva dato ai greci il controllo della strategicamente rilevante ferrovia era sotto il profilo tattico il più favorevole. Ma, poiché l'Armata della Grande Assemblea Nazionale Turca era sfuggita all'accerchiamento a Kütahya, nulla era ancora risolto. Quindi la tentazione di assestare un decisivo "colpo da KO" divenne irresistibile.

## Battaglia

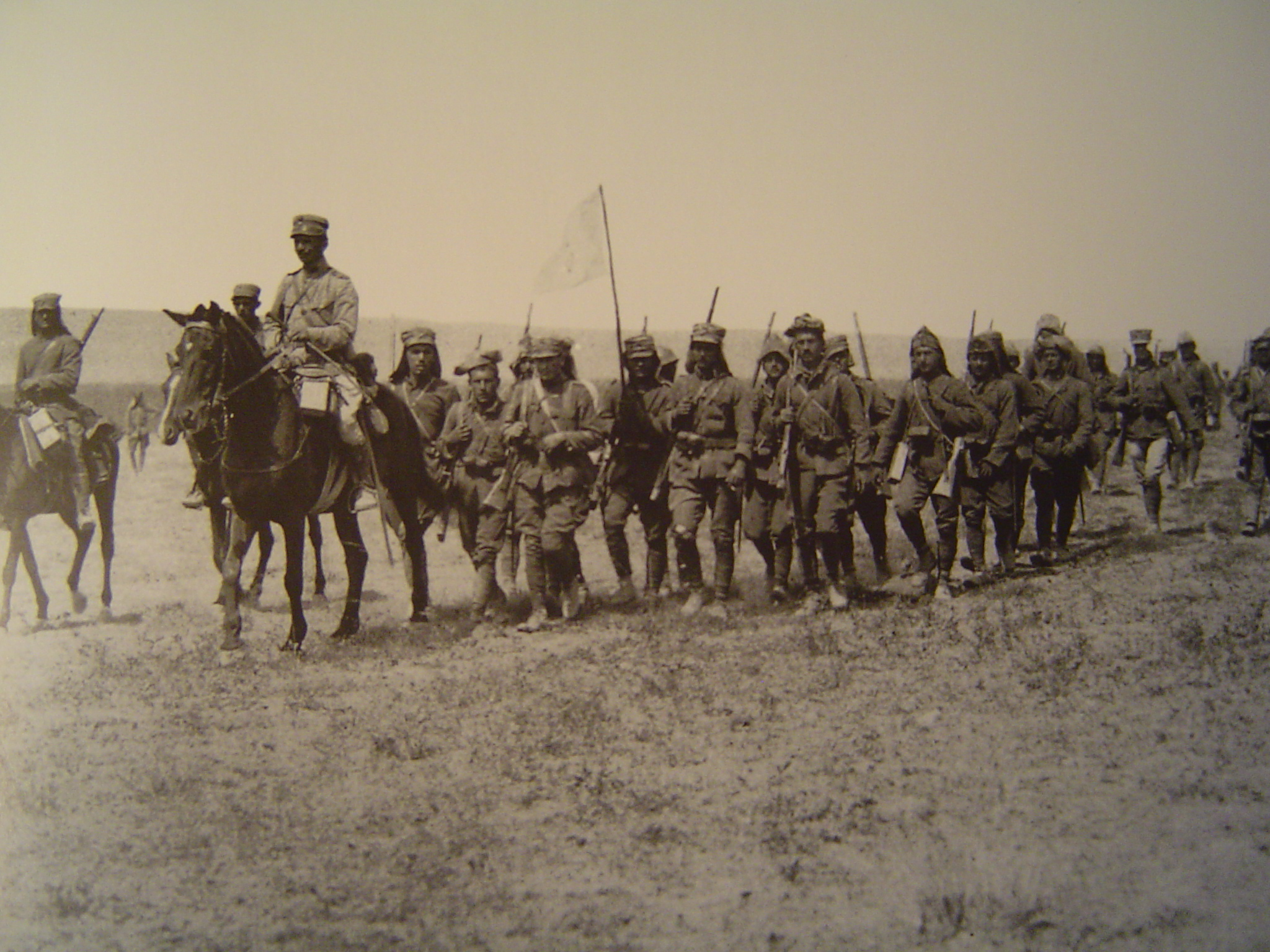
La IX Divisione di fanteria greca marcia attraverso la steppa.

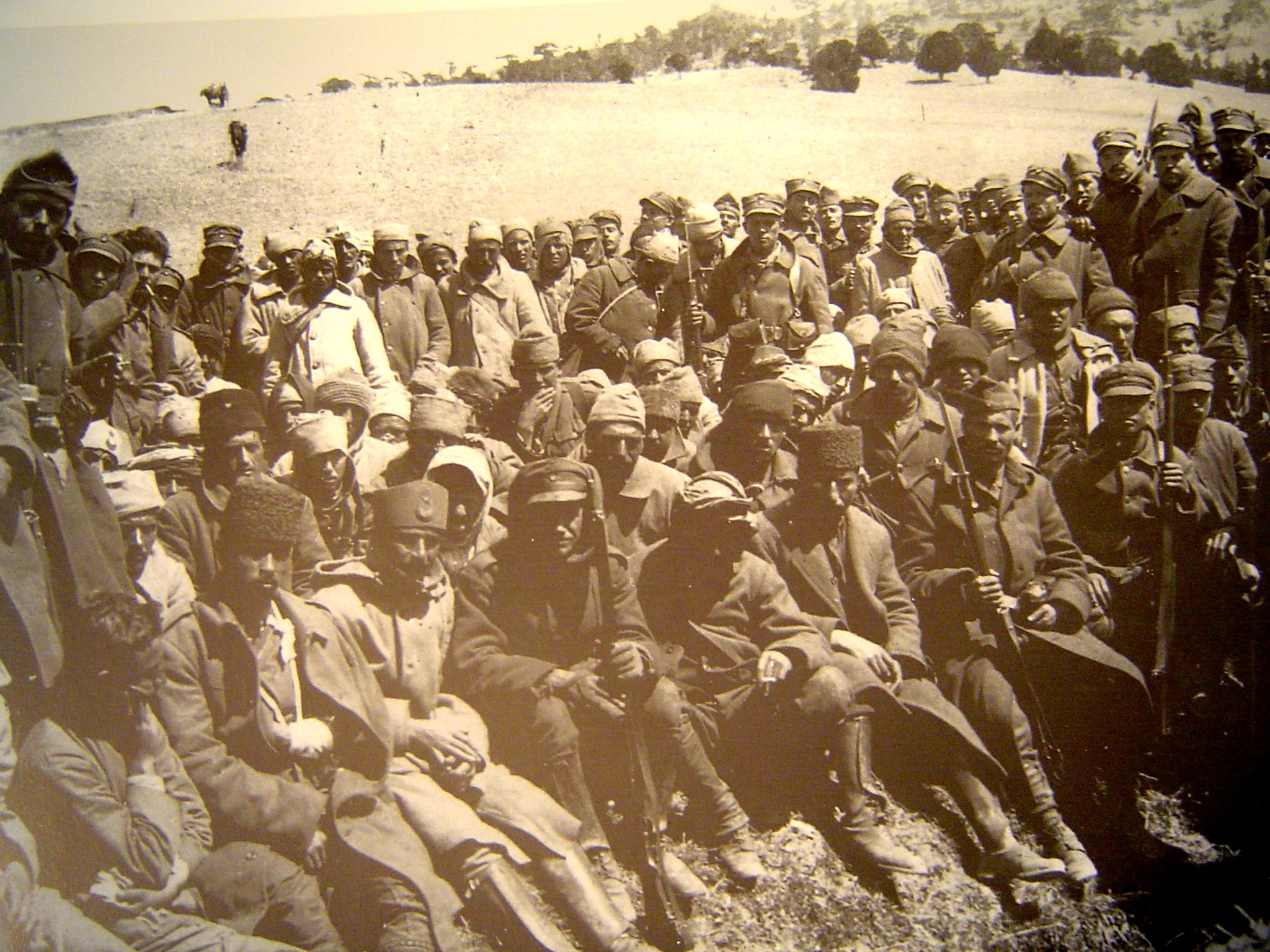
Prigionieri di guerra turchi durante la battaglia del Sakarya.

Il 10 agosto, re Costantino infine ordinò alle sue forze di dare l'assalto alle linee nemiche lungo la Linea Sakarya. I greci effettuarono una marcia forzata di nove giorni prima di entrare in contatto col nemico. Essa comprese una manovra di fianco lungo la parte settentrionale dell'Anatolia, attraverso il Lago Tuz (deserto salato), in cui era assai scarsa la presenza di acqua e di cibo, tanto che la fanteria in movimento dovette requisire brutalmente mais e acqua ai poveri villaggi turchi del posto, oltre che la carne degli ovini che pascolavano ai limiti di quell'area desertica.
Il 22 agosto la battaglia finalmente iniziò, quando i greci entrarono in contatto con le posizioni avanzate dei turchi a sud del fiume Gök. Lo Stato Maggiore turco aveva creato il suo Quartier Generale a Polatlı, lungo la ferrovia, poche miglia a est delle sponda del fiume Sakarya, e le truppe erano preparate a resistere.
Il 26 agosto, i greci attaccarono lungo tutta la linea. Attraversando il poco profondo Gök, la fanteria combatté in un terreno rotto, dove ogni cresta e collinetta era stata fortificata dal nemico con trinceramenti possenti e in grado di sviluppare un volume devastante di fuoco.
Dal 2 settembre le alture del monte Chal erano in mano greca e, una volta che la manovra di accerchiamento contro il fianco sinistro turco fallì, la battaglia del fiume Sakarya si trasformò in un tipico confronto testa a testa di fanterie, mitragliatrici e artiglierie. I greci effettuarono il loro maggiore sforzo al centro, spingendosi avanti per circa 16 km in 10 giorni, attraversando la seconda linea di difesa turca. Alcune unità greche giunsero a 50 km dalla città di Ankara. Questo fu l'apice dei risultati conseguiti dai greci in tutta la Campagna nell'Asia minore.
Per giorni, durante la battaglia, non avevano raggiunto il fronte né munizioni né rifornimenti, a causa dei danni prodotti dalla cavalleria turca contro le linee greche di comunicazione e delle incursioni dietro le linee greche. Tutte le truppe greche furono impegnate in battaglia, mentre truppe fresche turche di coscritti affluivano grazie alla mobilitazione proclamata dal Movimento Nazionale Turco. Per tutte queste ragioni l'impeto dell'attacco greco si spense. Per pochi giorni vi fu una pausa nei combattimenti in cui nessuno dei due eserciti, in preda allo sfinimento, poteva più portare l'attacco contro l'altro. Il sovrano greco Costantino I, che comandava di persona la battaglia, fu a un passo dall'essere fatto prigioniero da una pattuglia turca.
Astuto come sempre nel momenti decisivi, Mustafa Kemal assunse personalmente il comando delle operazioni e lanciò l'8 settembre un piccolo contrattacco contro la sinistra dell'esercito greco e attorno al monte Chal. La linea greca tenne e l'attacco ebbe un limitato successo, ma, nel timore che quello costituisse un'avvisaglia di un attacco turco di maggiori dimensioni per aggirare le loro forze, mentre il clima rigido dell'inverno si approssimava, Costantino fermò l'assalto greco il 14 settembre 1921.
Di conseguenza, Anastasios Papoulas ordinò un arretramento generale verso Eskişehir e Kara Hisar. Le truppe greche evacuarono il monte Chal che era stato da loro conquistato con un combattimento senza risparmio e si ritirarono senza essere infastidite dal nemico, attraversando il fiume Sakarya per raggiungere le posizioni che avevano lasciato un mese prima, abbandonando cannoni ed equipaggiamento. Nella loro ritirata, comunque, nulla fu lasciato che potesse essere utilizzato dai turchi. Ferrovie e ponti furono fatti saltare in aria e allo stesso modo alcuni villaggi vennero dati alle fiamme.

## Conseguenze

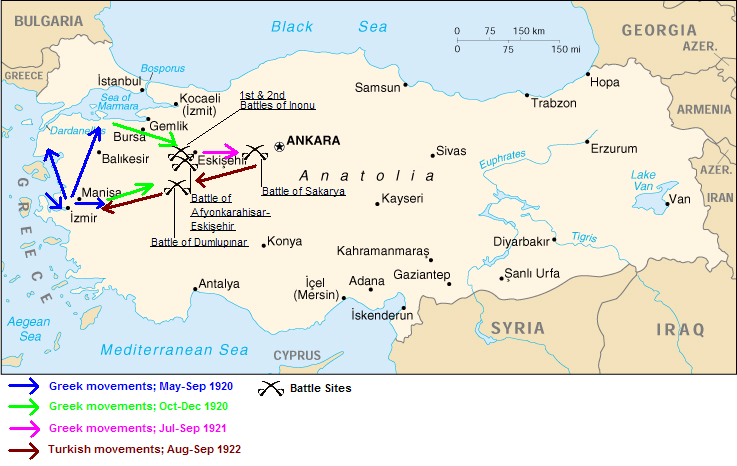
Mappa con le offensive greche e turche.

La ritirata dal Sakarya segnò la fine delle speranze greche di imporre la propria presenza egemonica in Turchia con la forza delle armi. Nel maggio 1922, il gen. Papoulas e l'intero suo staff rassegnarono le dimissioni e furono sostituiti dal gen. Georgios Hatzianestis, che si dimostrò assai più inetto del suo predecessore.
Sull'altro fronte, Mustafa Kemal tornò in trionfo ad Ankara, dove la Grande Assemblea Nazionale Turca lo elevò al rango di Feldmaresciallo delle forze armate, attribuendogli anche il titolo altamente onorifico di Gazi, rendendogli onore per aver salvato la nazione turca.

Secondo il discorso che fu pronunciato anni dopo davanti alla medesima Assemblea Nazionale nella Seconda Conferenza Generale del Cumhuriyet Halk Partisi che ebbe luogo dal 15 ottobre al 20 ottobre 1927; Kemal disse di aver ordinato che: 
(In turco: Dedim ki: «Hatt-ı müdafaa yoktur, Saht-ı müdafaa vardır. O satıh, bütün vatandır. Vatanın, her karış toprağı, vatandaşın kaniyle ıslanmadıkça, terkonuamaz. Onun için küçük, büyük her cüz-i tam, bulunduğu mevziden atılabilir. Fakat küçük, büyük her cüz-i tam, ilk durabildiği noktada, tekrar düşmana karşı cephe teşkil edip muharebeye devam eder. Yanındaki cüz-, tamın çekilmeğe mecbur olduğunu gören cüz-i tamlar, ona tâbi olamaz. Bulunduğu mevzide nihayete kadar sebat ve mukavemet mecburdur»., Gazi M. Kemal, Nutuk-Söylev, vol. II: 1920-1927, Türk Tarih Kurumu Basımevi, ISBN 975-16-0195-9, pp. 826-827.)
Lord Curzon dedusse che la situazione militare era entrata in stallo, col tempo che lavorava in favore dei turchi. La posizione dei turchi dal punto di vista britannico era infatti migliorata. A suo parere, i nazionalisti turchi erano a quel punto più pronti a trattare.
Dopo l'accaduto, il governo di Ankara firmò il Trattato di Kars coi russi e il più importante Trattato di Ankara con la Francia, riducendo in tal modo la pressione militare sul fronte della Cilicia e dando modo di concentrare lo sforzo turco contro i greci più a ovest.
Per le truppe turche fu un punto nodale della guerra, che ebbe modo di svilupparsi in una serie di scontri vittoriosi contro i greci, che furono espulsi dall'intera Asia minore con la Guerra d'indipendenza turca.  I greci non poterono far altro che ritirarsi e questo li avrebbe inevitabilmente portati a una rotta caratterizzata da molteplici reciproche atrocità belliche: sequestri di persona, razzie e incendi che provocarono più di un milione di turchi senza casa.
Il 26 agosto partì l'offensiva turca con la battaglia di Dumlupınar. Kemal inviò la sua Armata a colpire la costa del mar Egeo, all'inseguimento del demoralizzato esercito greco, con una ferocia crescente che incluse massacri di numerosi prigionieri e che culminò nell'assalto diretto a Smirne e il Grande Incendio che ne seguì tra il 9 e l'11 settembre del 1922.
La guerra sarebbe finita con la disfatta greca, formalizzata del Trattato di Losanna del 24 luglio 1923.

## Galleria d'immagini

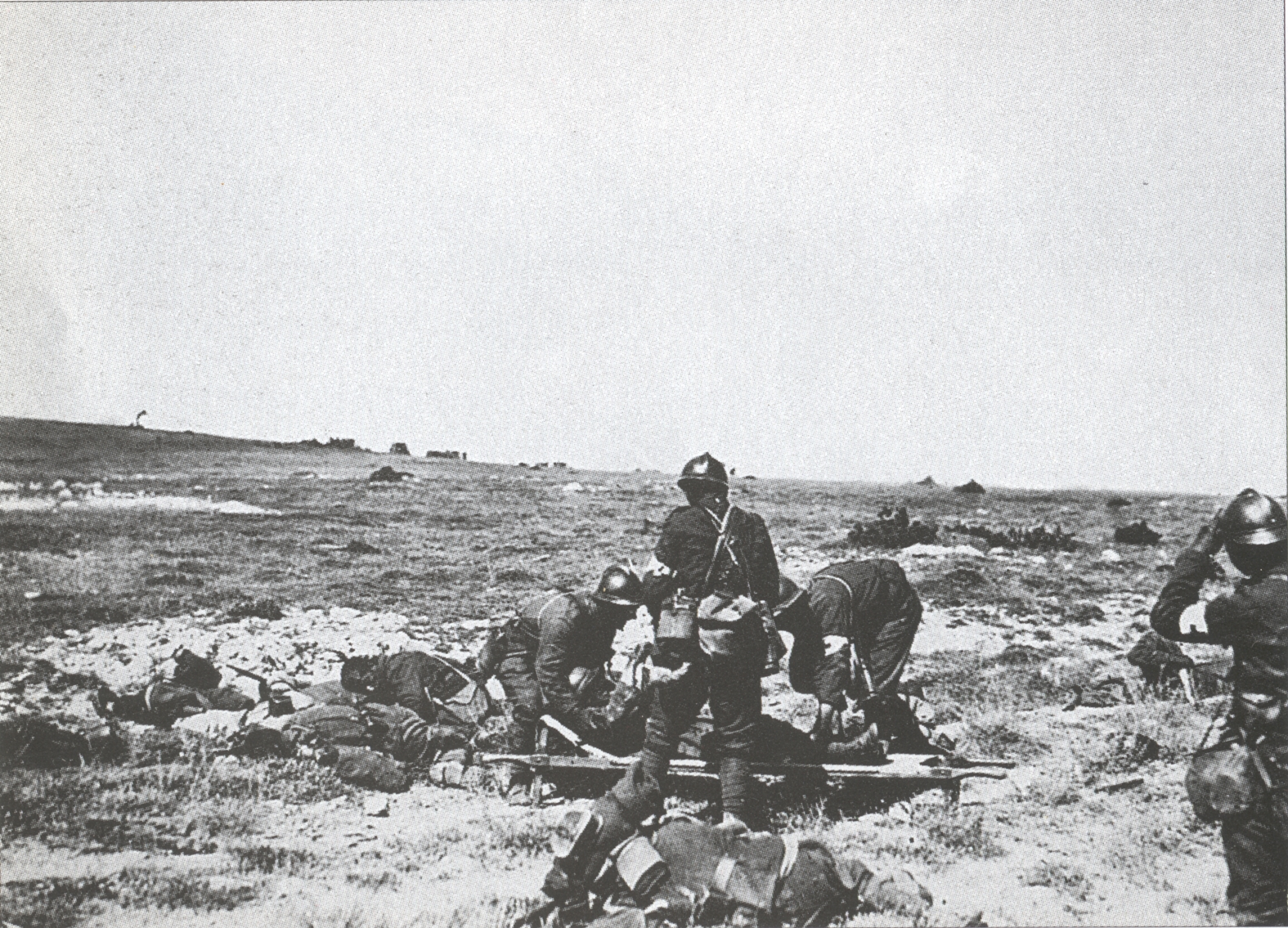
Evacuazione di soldati greci feriti
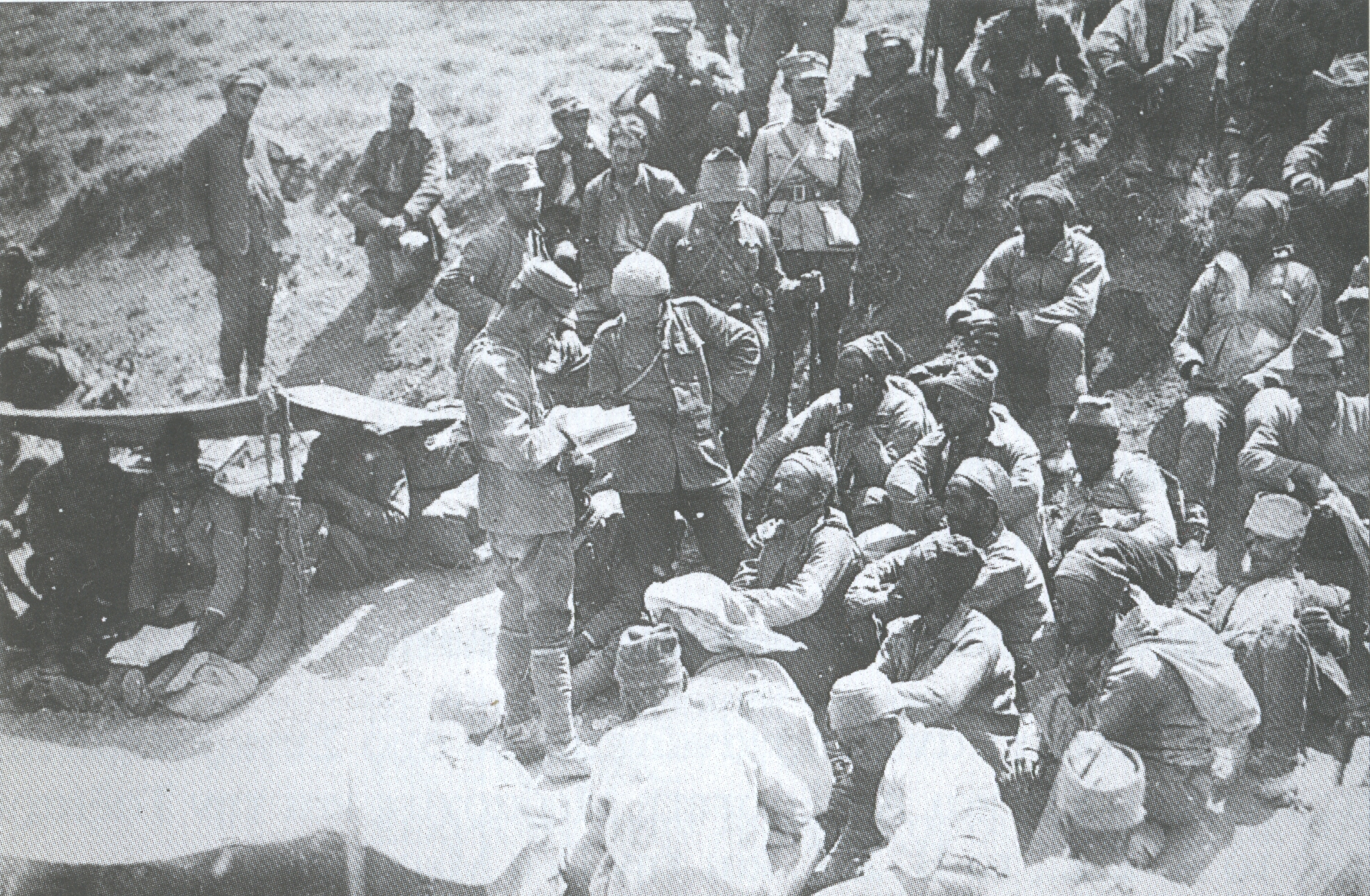
Prigionieri turchi
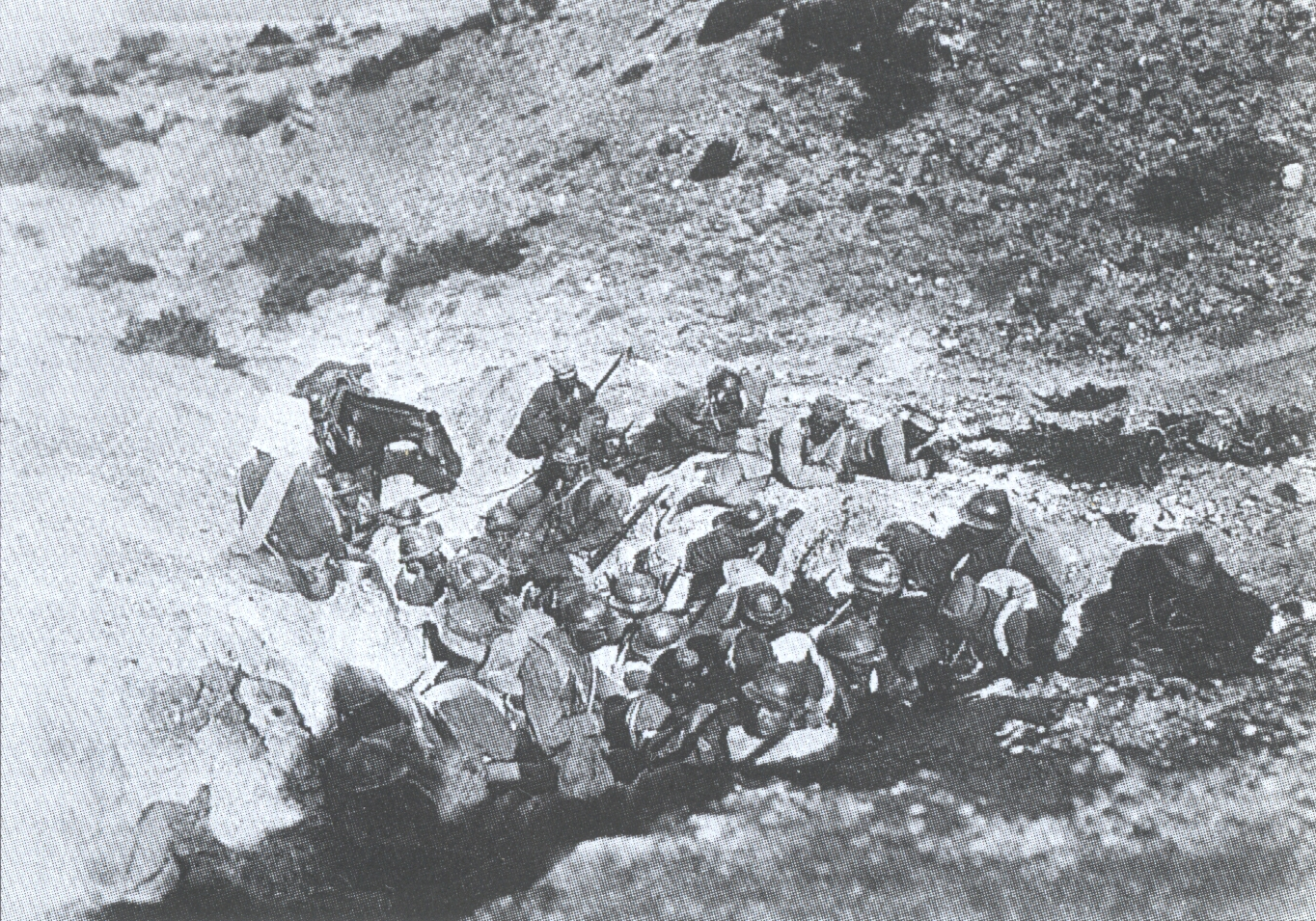
Fanteria greca in attesa dell'ordine di attacco
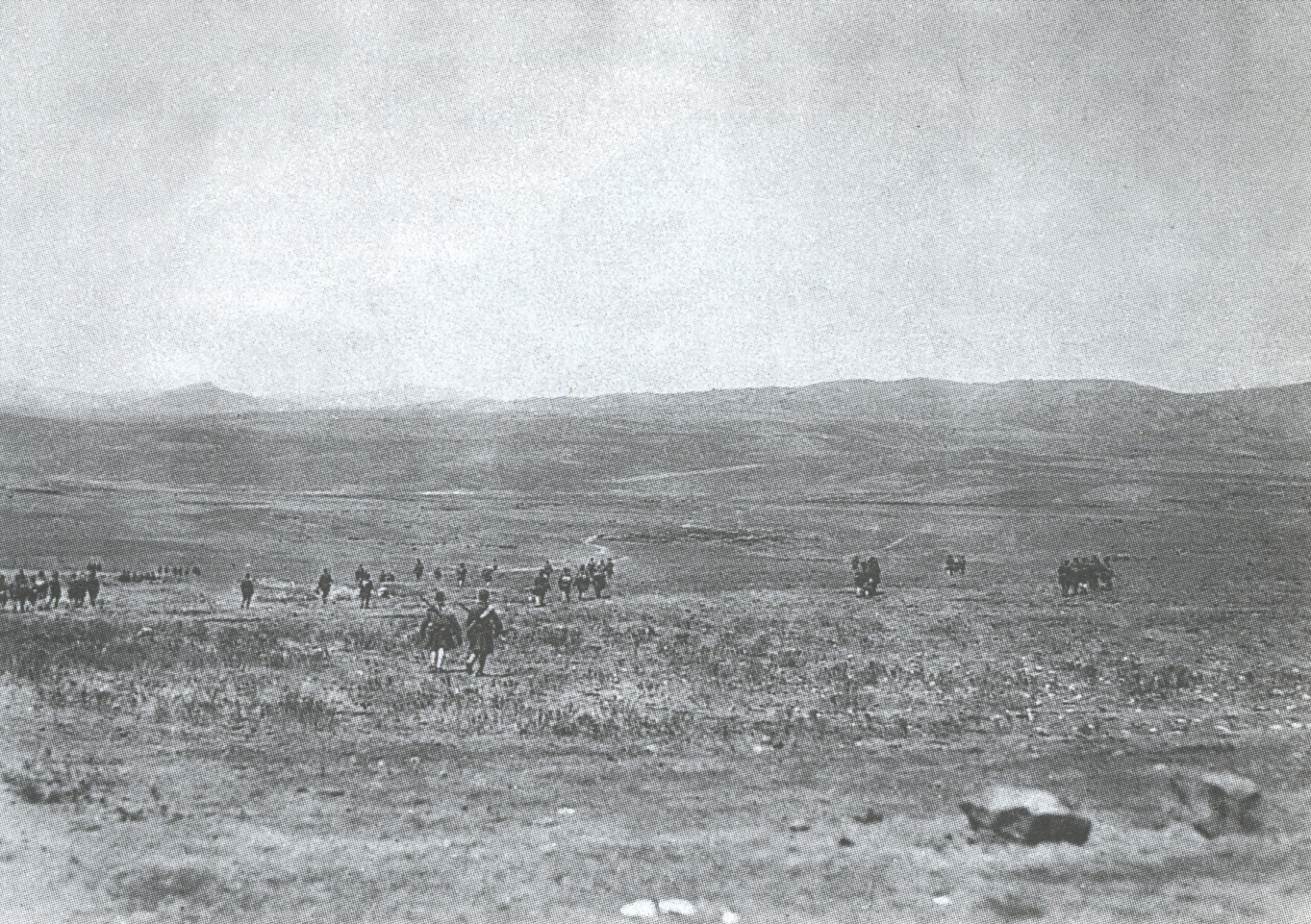
Avvicinamento delle fanterie greche alle alture di Polatli
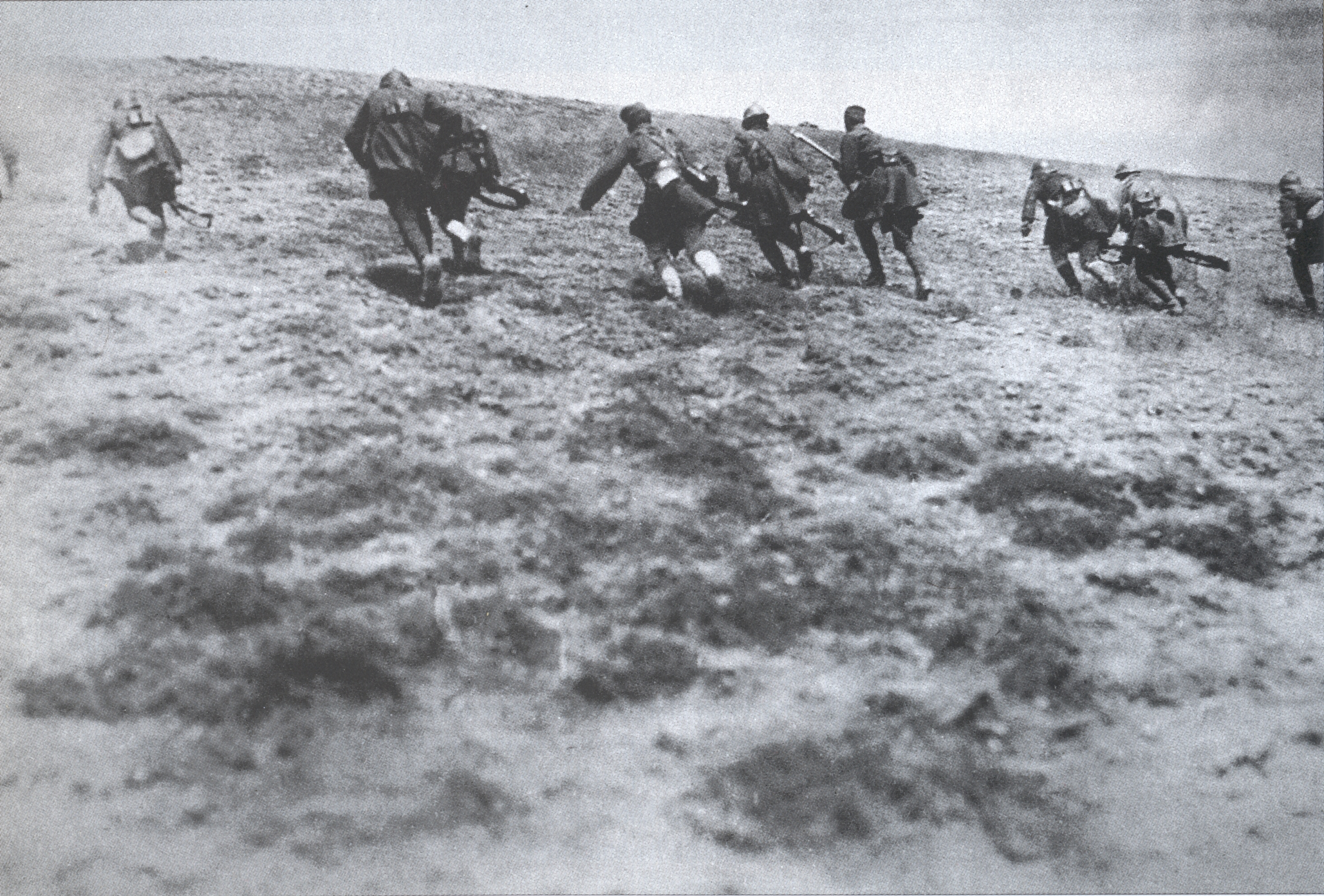
Attacco di Evzones
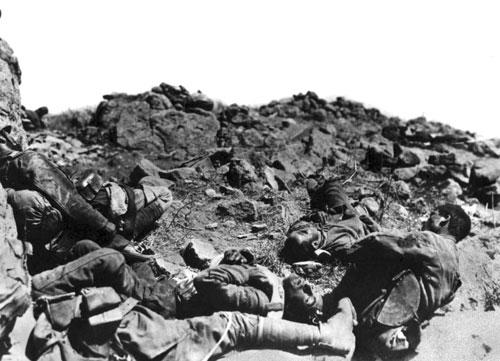
Cadaveri di soldati greci dopo la battaglia di Sakarya